# Рихард Кунд
Рихард Кунд (на немски: Richard Kund) е германски армейски офицер, пътешественик, изследовател на Африка.

## Експедиционна дейност (1885 – 1891)
През август 1885 година, заедно с Ханс Тапенбек, предприемат експедиция като тръгват от Леополдвил (Киншаса) на югоизток, пресичат река Нзеле (ляв приток на Конго) и през септември достигат до река Кванго, малко по-нагоре от праговете Кингуши. Оттам продължават на изток, пресичат реките Вамба, Инзия и Квилу, от системата на Кванго и през октомври достигат до Касаи, от където продължават на североизток и през ноември, след многократни въоръжени стълкновения с местните племена, достигат до река Лукение (десен приток на Касаи). След като в поредната схватка с африканците Кунд е сериозно ранен експедицията е принудена да се върне обратно. Спуска се по Лукение и по долното ѝ течение – Фими и през януари 1886 година се завръща в Леополдвил.
През 1887 – 1888 година, отново с Тапенбек, от Криби (3°00′ с. ш. 9°55′ и. д. / 3° с. ш. 9.916667° и. д.) достига на североизток до средните течения на реките Ньонг и Санага в Камерун, а през 1888 – 1889 година в междуречието между двете реки основава бъдещата столица на Камерун – град Яунде.
През 1890 година по здравословни причини е преместен от Камерун в Германия, но още същата година отново е назначен за ръководител на нова експедиция в Камерун, която възглавява до 1891 година, когато окончателно се завръща в Германия.
През 1890 година е награден със сребърен медал на Берлинското географско дружество за постигнатите резултати от първите му две експедиции.